# Chen Gang
Chen Gang (chiń. 陈刚; pinyin Chén Gāng; ur. w maju 1966) – chiński polityk.
Pełnił funkcję sekretarza komitetu Ligi Młodzieży Komunistycznej na wydziale architektury Uniwersytetu Tsinghua. Następnie pracował w urzędzie miasta Liuzhou. W kolejnych latach przeniesiono go do magistratu w Pekinie. Był zastępcą dyrektora generalnego miejskiej komisji urbanistyki i planowania obszarów wiejskich oraz zastępcą dyrektora generalnego miejskiej komisji urbanistyki. W październiku 2006 został wybrany zastępcą burmistrza Pekinu.